# British American Tobacco

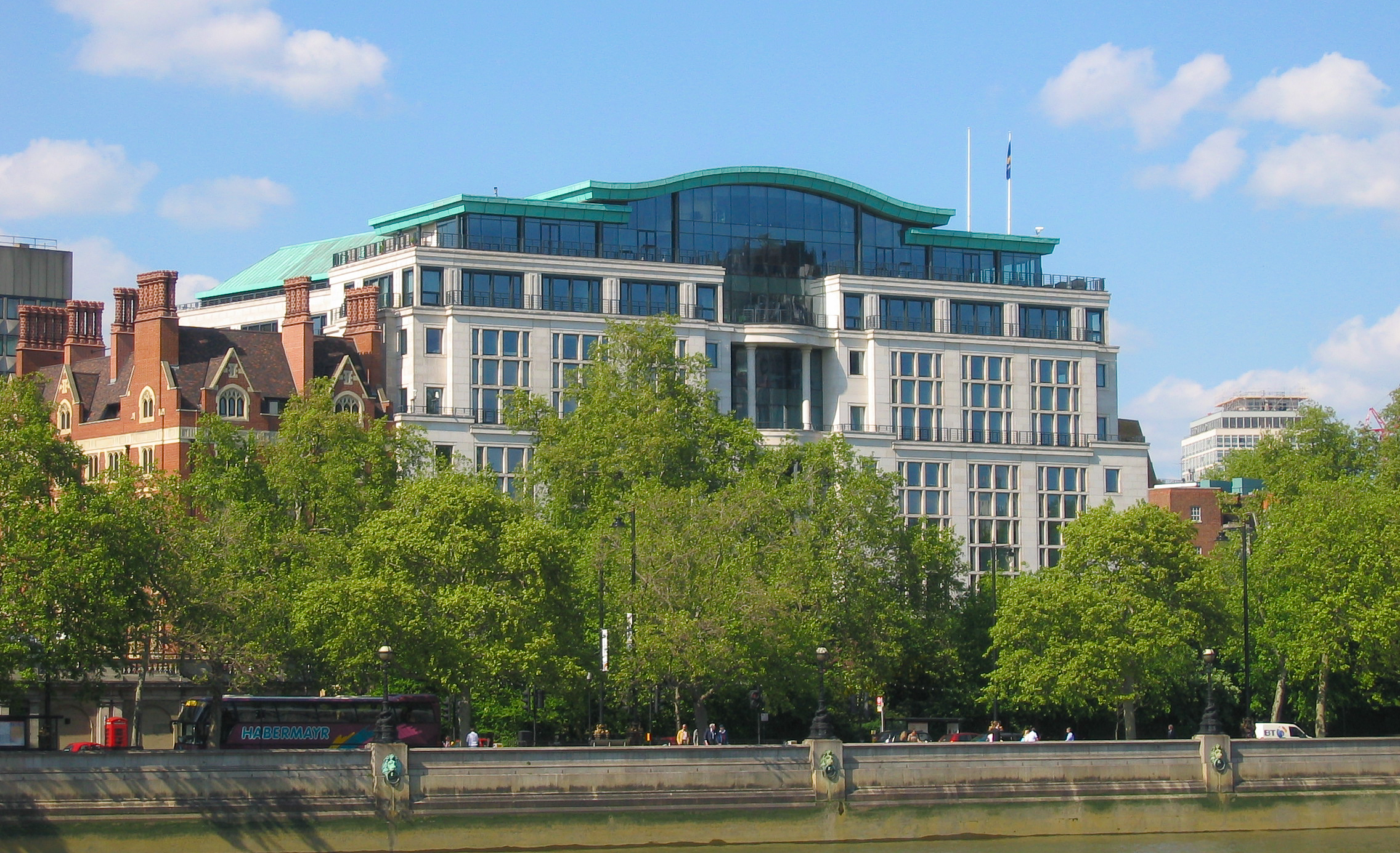
Die BAT-Zentrale Globe House in London

Die British American Tobacco Plc (BAT) gehört zu den größten Tabakunternehmen weltweit. Die Gruppe ist in rund 180 Ländern vertreten und hat ihren Hauptsitz in London. British American Tobacco hat mehr als 200 Marken im Angebot und verkaufte 2014 weltweit 667 Milliarden Zigaretten.
In den Forbes Global 2000 der weltgrößten Unternehmen belegt British American Tabacco Platz 88 (Stand: GJ 2017). Das Unternehmen kam Anfang 2018 auf einen Börsenwert von über 120 Mrd. USD und erzielte 2023 einen weltweiten Bruttoumsatz von rund 64,3 Milliarden britischen Pfund.

## Geschichte
1902 gründeten die Imperial Tobacco Company des Vereinigten Königreichs und die American Tobacco Company aus den USA ein Gemeinschaftsunternehmen, die British American Tobacco Company Ltd. Anfangs war British American Tobacco dafür gedacht, den Markt außerhalb Amerikas und Englands zu bedienen. Schnell expandierte das Unternehmen und war beispielsweise 1905 bereits in Indien und Ägypten vertreten. 1906 folgten die Niederlande, Belgien, Schweden, Norwegen und 1908 auch Finnland, Indonesien und Ostafrika.
1911 musste American Tobacco die Anteile an British American Tobacco aufgrund einer Anklage wegen des Sherman Antitrust Act abstoßen, und so übernahmen vorwiegend britische Investoren die amerikanischen Anteile. British American Tobacco wurde später an der Londoner Börse notiert und konnte nunmehr ihre Geschäfte auf die ganze Welt ausweiten. Lediglich der Markt in Großbritannien stellte bis 1972 eine Ausnahme aufgrund der noch bestehenden territorialen Übereinkommen mit Imperial Tobacco dar. Im Laufe der Zeit expandierte die Firma weiter und baute damit ihren Erfolg systematisch aus. 1920 wurde British American Tobacco Switzerland (BAT) gegründet.
Heute ist British American Tobacco Marktführer in über 50 Ländern und besitzt 45 Zigarettenfabriken in 39 Staaten.
2017 schloss British American Tobacco einen Kaufvertrag zur Übernahme des Konkurrenten R. J. Reynolds Tobacco Company.
2023 soll der Standort Boncourt in der Schweiz geschlossen werden.
Im April 2023 wurde British American Tobacco wegen der Umgehung von US-amerikanischen Sanktionen gegen Nordkorea, die zwischen 2009 und 2017 stattgefunden hatten, zu einer Strafzahlung von 630 Millionen US-Dollar an die US-Regierung verpflichtet. Ein Vertreter des Justizministeriums bezeichnete die Strafe als die höchste Einzelstrafe, die wegen der Verletzung von Nordkoreasanktionen bislang verhängt wurde.

## BAT in Deutschland

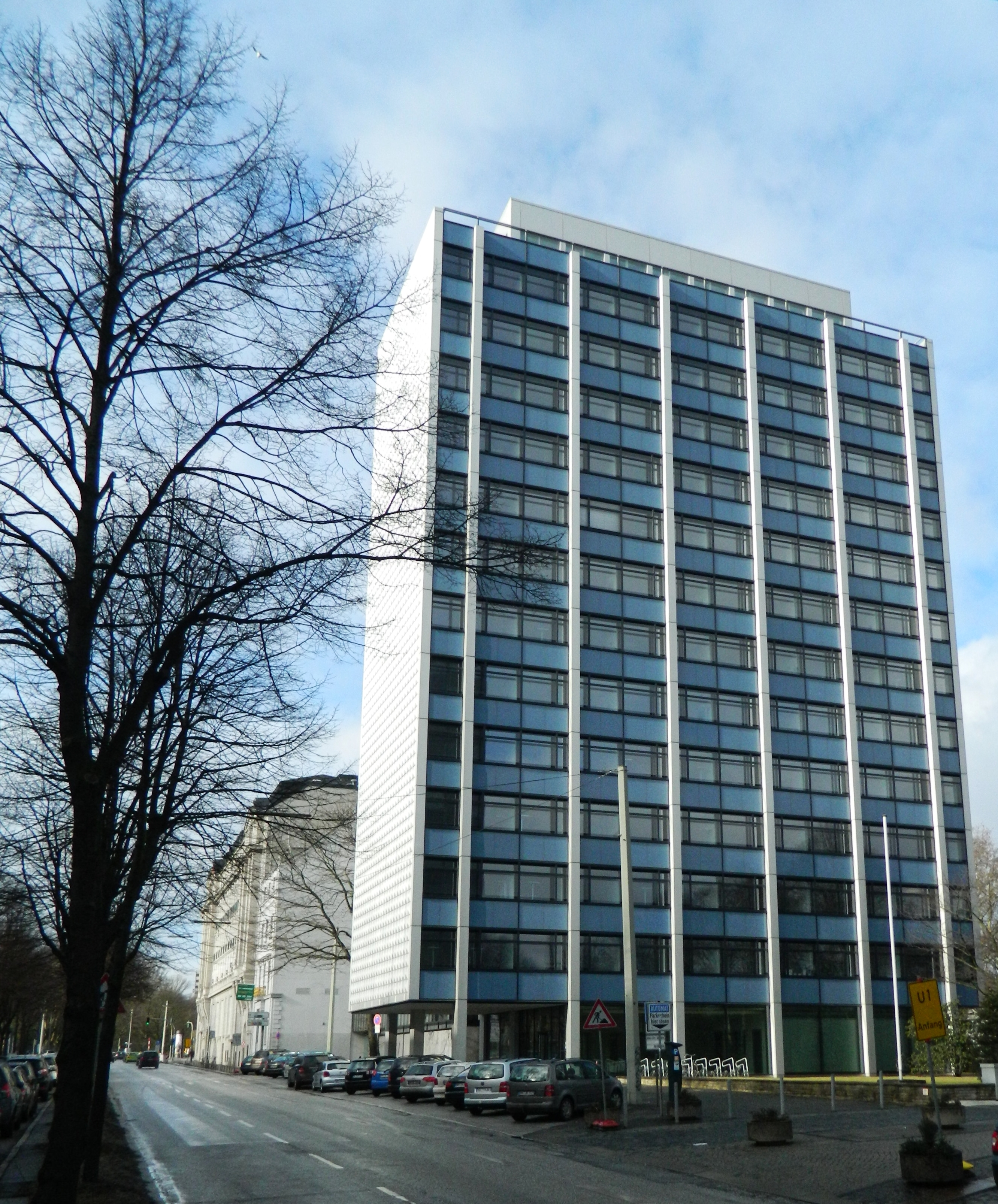
Ehemalige BAT-Deutschlandzentrale Esplanade 39 in Hamburg, erbaut 1958–60 von Helmut Hentrich und Hubert Petschnigg (heute Burma-Haus)

1926 wurde eine Tochtergesellschaft für Deutschland gegründet. British American Tobacco Co. (C.E.) AG war im Hamburger Schanzenviertel ansässig und produzierte zunächst Marken wie Gold Flake oder Player’s. Vier Jahre später wurde die erste eigene Zigarettenfabrik in Hamburg-Bahrenfeld eröffnet. Während des Zweiten Weltkrieges kam die Produktion von British American Tobacco jedoch zum Erliegen und wurde erst 1949 mit der Inbetriebnahme eines zweiten Werkes wieder aufgenommen. Ein Jahr später erwarb British American Tobacco die Berliner Zigarettenfirma Garbaty und die Marke Gold Dollar kam als erste echte Vorkriegsmarke auf den deutschen Markt.
Im Laufe der nächsten Jahre weihte British American Tobacco unter anderem zwei neue Produktionsstätten in Bayreuth und Berlin ein, machte HB zu der führenden Zigarettenmarke in Deutschland, verlegte die Zentrale an die Esplanade in Hamburg und führte die filterlose Lucky Strike als internationale Marke ein.
Mitte der 1960er und in den 1970er Jahren wurden sowohl die Marken Krone als auch Pall Mall Deluxe und Prince auf dem deutschen Markt etabliert. Weiterhin wurde eine Holding gegründet, die Zentrale zog in das Gebäude am Hamburger Alsterufer um und produzierte den ersten Feinschnitttabak des Unternehmens. Später konnten einige Werke nicht mehr gehalten werden, andere hingegen, wie das in Bayreuth, wurden umfangreich modernisiert. Die Marken Lucky Strike Filters und Pall Mall wurden zunehmend ausgebaut und entwickelten sich zu zwei der führenden Marken auf dem deutschen Zigarettensektor.
1979 gründete British American Tobacco in Hamburg das BAT Freizeit-Forschungsinstitut, welches 2007 in die Stiftung für Zukunftsfragen umgewandelt wurde.
2000 gab es schließlich eine Fusion zwischen British American Tobacco und Rothmans, die dann unter British American Tobacco (Industrie) GmbH reorganisiert wurde. 2005 erfolgte die Zusammenführung mit der Brinkmann-Niemeyer-Gruppe.
2010 endete die Vertriebsvereinbarung zwischen British American Tobacco und Altadis zur Vermarktung und dem Vertrieb der Marken Gauloises und Gitanes in Deutschland.
Im selben Jahr war British American Tobacco die Nummer 3 auf dem deutschen Zigarettenmarkt mit etwa 2100 Beschäftigten. Die Standorte des Tabakunternehmens in Deutschland sind die Hauptverwaltung in Hamburg und das Werk in Bremen, wo unter anderem Zigarettenhülsen und ausgefallene Packungsformate hergestellt werden.
Im Jahr 2015 hat das Unternehmen einen Gewinn von 5,4 Milliarden Euro erzielt. Im Juli 2016 teilte das Konzernmanagement mit, dass die Zigarettenherstellung am Standort Bayreuth Ende 2017 eingestellt werde, ein halbes Jahr später sollte dort auch die Produktion von Halbfertigwaren für den Export enden. Bayreuth war die weltweit größte Produktionsstätte von BAT mit ehemals 1400 Beschäftigten, die 40 Milliarden Zigaretten pro Jahr herstellten, Anfang 2022 war es nur noch Logistikstandort mit rund 200 Mitarbeitern.
Laut Transparenzliste des bayerischen Wirtschaftsministeriums erhielt BAT von der Europäischen Union in der Förderperiode 2007 bis 2013 Subventionen in Höhe von 1,3 Millionen Euro.

## Gliederung des Konzerns
Die Aktivitäten von British American Tobacco in Deutschland sind eingegliedert in die Konzernholding British American Tobacco (Industrie) GmbH, Hamburg.
Unter ihrem Dach sind zwei Unternehmen angesiedelt: Die BATIG Gesellschaft für Beteiligungen mbH für die Aktivitäten von British American Tobacco am deutschen Markt, die die größte Einzelgesellschaft in Deutschland, die British American Tobacco (Germany) GmbH, führt, und die British American Tobacco (Hamburg International) GmbH mit allen Auslandsbeteiligungen der deutschen British-American-Tobacco-Gruppe.

## Marken und Gesellschaften
Die aktuellen Tabakmarken des Konzerns sind:
| - American Star - Ascot - Ashanti - Auslese de Luxe - Barclay - Batavia - Bison - Cañuma - Cutters Choice - Dunhill - Fair Play - Gold Dollar - Golden American - HB - Intore - Impala - Javaanse Jongens - John Player Gold Leaf - Kent - kim - kool - Krone - Kurmark | - Lord - Lucky Strike - Mary Long - Mokri - Old Holborn - Orienta - Pall Mall - Parisienne - Peer - Prince - Privileg - Rockets - Rothmans - Samson - Santos Dumont - Schwarzer Krauser - Sportsman - Sweet Afton - Viceroy - Vogue - Westpoint - Windsor de Luxe - Winfield |

Zusätzlich vertreibt das Unternehmen eine E-Zigaretten-Marke unter dem Namen Vuse (ehemals Vype) und einen weißen Nikotinbeutel zur oralen Anwendung unter den Namen Epok sowie Lyft und Velo, die Nikotin, aber keinen Tabak enthalten. British American Tobacco ist zudem mit der Marke glo, auf dem Tabakerhitzer-Markt vertreten, welcher derzeit stark von IQOS, einer Marke von Philip Morris International, geprägt wird.  

### Zahlen aus Deutschland
British American Tobacco erreichte 2010 einen Marktanteil bei Zigaretten von ca. 19 % in Deutschland. Die Marke Pall Mall Red war im Jahr 2010 die erfolgreichste Zigarettenmarke der Firma. Außerdem konnte sich Pall Mall in dem wichtigen Zielgruppensegment der „erwachsenen Raucher unter 30 Jahren“ erstmals mit einem Anteil von ca. 17 % zum Marktführer in Deutschland etablieren.

### Zahlen weltweit
Die weltweiten Hauptmarken (von BAT als „Global Drive Brands“ bezeichnet) – Dunhill, Kent, Lucky Strike und Pall Mall – konnten 2010 insgesamt um 7 Prozent zulegen, was einer Steigerung von 13 Milliarden Zigaretten entspricht. Von der Marke Lucky Strike (erhältlich in etwa 60 Ländern) wurden im Jahr 2010 beispielsweise 26 Milliarden Zigaretten verkauft. Dunhill (in über 120 Ländern erhältlich) brachte es im gleichen Jahr auf 48 Milliarden Zigaretten, was eine Steigerung von 18 Prozent im Vergleich zum Vorjahr ist.

### Europäische Auslandsbeteiligungen
Die ausländischen Tochterunternehmen waren im Jahr 2003 am Zigarettenabsatz des Konzerns mit rund 50 Milliarden Stück beteiligt.
- A/T B.A.T Prilucky Tobacco Company
  - größte Markenfamilie des Unternehmens ist Prilucky Osoblyvi
  - die traditionell ovale und filterlose Marke Kozak konnte auch hinzugewinnen
  - Der BAT Marktanteil in der Ukraine lag im Jahresdurchschnitt bei knapp 29 Prozent
- British American Tobacco Polska S.A.
  - Absatz von 10,7 (2002: 11,5) Milliarden Zigaretten im Jahr 2003
  - Marktanteil von fast 15 % entsprach.
  - Wichtigste BAT-Markenfamilie in Polen ist Jan III Sobieski
- British American Tobacco (Romania) Trading SRL
  - zum höheren Absatzvolumen im Jahr 2003 haben vor allem die Marken Viceroy, Kent und Lucky Strike beigetragen
  - Mit einem Marktanteil von rund 33 % war BAT auch 2003 Marktführer in Rumänien
- British American Tobacco (Czech Republic) s.r.o.
  - Absatz verbesserte sich 2003 in Tschechien um gut 14 %
  - dies entsprach einem Marktanteil von knapp 8 %

Neue Beteiligungen des Jahres 2003:
- BAT Pécsi Dohánygyár Kft.
  - mit rund 48 % Marktanteil der größte Zigarettenhersteller in Ungarn
  - produziert mit der Marke Sopianae die unangefochtene Nummer eins des heimischen Marktes
- BAT Gesellschaft Tvornica Duhana Zadar d.d. in Kroatien
- British American Tobacco (Serbia) Limited
- British American Tobacco (Maribor) d.o.o. in Slowenien

Neue Beteiligungen des Jahres 2004:
- British American Tobacco Italia S.p.A. (2,3 Milliarden Euro Privatisierung). Mit einem Marktanteil von rund 27 % war BAT Italia auch 2004 weiter Marktführer in Italien